# Arctia bevani
Arctia bevani är en fjärilsart som beskrevs av Gomez Bustillo och De Viédma 1977. Arctia bevani ingår i släktet Arctia och familjen björnspinnare. Inga underarter finns listade i Catalogue of Life.